# Viliam Veteška
Viliam Veteška (ur. 16 sierpnia 1953 w Púchovie, zm. 21 kwietnia 2009 w Bańskiej Bystrzycy) – słowacki prawnik, przedsiębiorca i polityk, założyciel linii lotniczych Slovenské aerolínie, wiceprzewodniczący parlamentu.

## Życiorys
W 1972 zdał egzamin maturalny, w 1976 ukończył studia na Uniwersytecie Komeńskiego w Bratysławie, a dwa lata później uzyskał stopień doktora praw (JUDr.). Pracował w klubie sportowym TJ Gumárne Púchov, następnie jako dyrektor hotelu i restauracji oraz wicedyrektor przedsiębiorstwa. W 1991 założył własne przedsiębiorstwo działające w branży hotelarskiej, turystycznej i transportowej, a w 1995 powołał linie lotnicze, które rok później przemianowano na Slovenské aerolínie. Pełnił w tym przedsiębiorstwie funkcje prezesa zarządu oraz przewodniczącego rady nadzorczej.
W wyborach w 2002 z ramienia Partii Ludowej – Ruchu na rzecz Demokratycznej Słowacji wszedł w skład Rady Narodowej. Powierzono mu funkcję wiceprzewodniczącego słowackiego parlamentu. W 2003 został słowackim obserwatorem w Parlamencie Europejskim V kadencji, a po akcesji Słowacji do Unii Europejskiej od maja do lipca 2004 wykonywał mandat europosła. Dwa lata później ponownie wybrany do Rady Narodowej, również został jej wiceprzewodniczącym. Zmarł w trakcie kadencji.